# نمایشگاه بین‌المللی خودروی کانادا
نمایشگاه بین‌المللی خودروی کانادا (انگلیسی: Canadian International AutoShow) بزرگترین نمایشگاه خودروی کانادا است. این رویداد از سال ۱۹۷۴ در تورنتو، انتاریو برگزار می‌شود و هر ساله در ماه فوریه در مرکز همایش متروی تورنتو برگزار می‌شود. به‌طور متوسط ۳۰۰۰۰۰ بازدید کننده در سراسر نمایش خود از انتاریو و غرب نیویورک جذب می‌کند.